# Medaille voor Verdienste in het Burgerlijk Leven
De Medaille voor Verdienste in het Burgerlijk Leven (Duits: Medaille für Anerkennung besonderer Verdienste in Bürgerlichem Leben) was een onderscheiding van het Duitse hertogdom Saksen-Coburg en Gotha. De in 1835 door hertog Ernst I van Saksen-Coburg en Gotha ingestelde medaille werd in 1837 weer afgeschaft en exemplaren zijn daarom zeer zeldzaam.
In de vroege 19e eeuw werd het in conservatieve kringen niet passend geacht om een burger die niet van adel was in een ridderorde op te nemen. Wie met zijn handen werkte of handel dreef werd slechts bij uitzondering met een ridderorde voor zijn verdiensten beloond. In plaats daarvan waren er medailles zoals deze die in vijf varianten werd uitgereikt.
- De Gouden Medaille voor Verdienste in het Burgerlijk Leven
- De Zilveren Medaille voor Verdienste in het Burgerlijk Leven
- De Zilveren Medaille (Legpenning) voor Verdienste in het Burgerlijk Leven
- De Bronzen Medaille voor Verdienste in het Burgerlijk Leven
- De Bronzen Medaille (Legpenning) voor Verdienste in het Burgerlijk Leven

Een legpenning is een niet draagbare medaille. De bronzen medailles waren van geoxideerd brons, de gouden en zilveren medailles werden in massief goud of zilver geslagen. De gouden medaille weegt 41 gram. De zilveren medaille weegt 29,84 gram en de bronzen uitvoering weegt 35 gram. Iedere medaille heeft een diameter van 39 millimeter.
Saksisch-Ernestijnse Huisorde ·
Prinsessenkruis van de Saksisch-Ernestijnse Huisorde · 
Carl Eduard-Oorlogskruis ·
Medaille voor Verdienste in het Burgerlijk Leven ·
Medaille voor Kunst en Wetenschap ·
Kruis van Verdienste voor Kunst en Wetenschap ·
Medaille van Verdienste voor Kunst en Wetenschap ·
Erekruis voor Kunst en Wetenschap · 
Hertog Ernst-medaille · 
Hertog Alfred-medaille ·
Hertog Karel Eduard-medaille ·
Ereteken voor Vaderlandse Verdienste ·
Medaille voor het Redden van Levens ·
Medaille voor Vrouwelijke Verdienste ·
Herinneringsmedaille aan het Zilveren Huwelijk van Hertog Alfred ·
Herinneringsmedaille aan het Huwelijk van Hertog Karel Eduard ·
Ereteken van de Brandweer · 
Herinneringskruis aan Eckernförde "1849" ·
Herdenkingsteken voor Vleugeladjudanten ·
Oorlogsherinneringsteken ·
Herinneringsmedaille aan de Regeringsovername door Hertog Karel Eduard · 
Herinneringsmedaille aan het Huwelijk van Prinses Sybilla
Zie ook: Ridderorden in Saksen